# Willie Banks
William Augustus Banks III, detto Willie (Travis Air Force Base, 11 marzo 1956), è un ex triplista statunitense, medaglia d'argento ai Mondiali di Helsinki 1983 e detentore del record mondiale della specialità dal 1985 al 1995.

## Biografia
Ha studiato e si è laureato all'Università della California, ed è finito secondo nel triplo ai campionati NCAA nel 1977 e nel 1978.
Nel 1981 ha stabilito il record statunitense del triplo; quattro anni più tardi, il 16 giugno 1985 realizza ai campionati nazionali ad Indianapolis il nuovo record mondiale, con la misura di 17,97 m. Dieci anni dopo questo primato viene battuto di 1 cm da Jonathan Edwards.
Nonostante sia stato uno dei più grandi triplisti della storia, fallì nelle grandi occasioni, come ai Giochi olimpici di Los Angeles 1984 e di Seul 1988, dove terminò sesto in entrambi i casi.
È stato atleta dell'anno per Track & Field News e per il Comitato Olimpico degli Stati Uniti nel 1985. Nel 1999 è stato introdotto nello National Track & Field Hall of Fame. Attualmente è presidente della US Olympians Association.

## Palmarès
| Anno | Manifestazione      | Sede              | Evento       | Risultato | Prestazione | Note |
| ---- | ------------------- | ----------------- | ------------ | --------- | ----------- | ---- |
| 1977 | Universiadi         | Sofia             | Salto triplo | Bronzo    | 16,94 m     |      |
| 1979 | Giochi panamericani | San Juan          | Salto triplo | Argento   | 16,88 m     |      |
| 1979 | Universiadi         | Città del Messico | Salto triplo | Oro       | 17,23 m     |      |
| 1983 | Mondiali            | Helsinki          | Salto triplo | Argento   | 17,18 m     |      |
| 1984 | Giochi olimpici     | Los Angeles       | Salto triplo | 6º        | 16,75 m     |      |
| 1987 | Giochi panamericani | Indianapolis      | Salto triplo | Argento   | 16,87 m     |      |
| 1987 | Mondiali            | Roma              | Salto triplo | 19º (q)   | 16,37 m     |      |
| 1988 | Giochi olimpici     | Seul              | Salto triplo | 6º        | 17,03 m     |      |